# Sainte-Anne (Guadalupe)
Sainte-Anne, llamada en criollo Sentann', es una comuna francesa situada en el departamento de Guadalupe, de la región de Guadalupe. 
El gentilicio francés de sus habitantes es Sainte-Annais.

## Geografía
La comuna está situada en la costa sur de la isla guadalupana de Grande-Terre.

### Comunas limítrofes
| Noroeste: Les Abymes | Norte: Le Moule | Noreste: Le Moule    |
| Oeste: Le Gosier     |                 | Este: Saint-François |
| Suroeste Mar Caribe  | Sur: Mar Caribe | Sureste: Mar Caribe  |

### Barrios y/o aldeas
Bambo, Barrote, Belle-Place, Bérard, Bois-Jolan, Burat, Calvaire, Cambourg, Castaing, Cavanière, Châteaubrun, Cinq-Étangs, Courcelles, Delair, Deshauteurs, Douville, Dupré, Durivage, Eucher, Fond-Thézan, Fouché, French, Gaillard-Bois, Galbas, Gentilly, Germain, Gissac, Grand-Fonds, Lamarre, Le Helleux, Louisiane, Marly, Maudette, Montmain, Moringlane, Morne-Tricolore, Pavillon, Poirier, Richeplaine, Sainte-Rose, Saint-Paul, Saint-Protais, Seo, Surgy, Valette y Visca.

## Demografía
| Gráfica de evolución demográfica de Sainte-Anne (Guadalupe) entre 1961 y 2013 |
|                                                                               |

Fuente: Insee